# Про величини і відстані Сонця і Місяця (Аристарх)

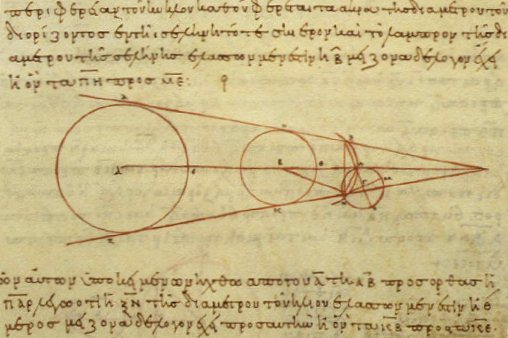
Розрахунки Аристарха в 3 столітті до н. е. стосовно відносних розмірів Сонця, Землі та Місяця (зліва) з грецької копії 10 століття н.

«Про величини і відстані Сонця і Місяця» (дав.-гр. Περὶ μεγεθῶν καὶ ἀποστημάτων [ἡλίου καὶ σελήνης]) — єдина відома вціліла праця Аристарха Самоського, давньогрецького астронома, який жив приблизно в 310—230 рр. до н. е. Ця робота розраховує розміри Сонця та Місяця, а також їхні відстані від Землі, виражаючи їх через радіус Землі.
Ймовірно, книга була збережена студентами курсу математики Паппа Олександрійського, хоча доказів цьому немає. Перше друковане видання праці опублікував Джон Валліс у 1688 році з використанням кількох середньовічних рукописів, зібраних Генрі Савілом. Перший латинський переклад зробив Джорджо Валла в 1488 році. Існує також латинський переклад 1572 року та коментарі Фредеріко Коммандіно.

## Символи
Методика роботи базується на кількох спостереженнях:
- Видимі розміри Сонця й Місяця на небі.
- Розмір тіні Землі на Місяці під час місячного затемнення
- Під час фази півмісяця кут між Сонцем і Місяцем близький до 90°.

Нижче метод Аристарха та отримані результати детально описані з використанням сучасних позначень і термінів. Використано такі змінні:
| Символ | Значення                                                                                      |
| ------ | --------------------------------------------------------------------------------------------- |
| φ      | Кут між Місяцем і Сонцем під час півмісяця (безпосередньо вимірюваний)                        |
| L      | Відстань від Землі до Місяця                                                                  |
| S      | Відстань від Землі до Сонця                                                                   |
| ℓ      | Радіус Місяця                                                                                 |
| s      | Радіус Сонця                                                                                  |
| t      | Радіус Землі                                                                                  |
| D      | Відстань від центру Землі до вершини тіньового конуса Землі                                   |
| d      | Радіус тіні Землі в місці розташування Місяця                                                 |
| n      | Відношення, d/l (величина, яку можна безпосередньо спостерігати під час місячного затемнення) |
| x      | Відношення S/L = s/l (що обчислюється з φ)                                                    |

## Півмісяць
Аристарх почав з припущення, що під час фази півмісяця Місяць утворює прямокутний трикутник із Сонцем і Землею. Вимірявши зі спостережень кут між Сонцем і Місяцем, φ, відношення відстаней до Сонця і Місяця можна розрахувати за допомогою тригонометрії.
За визначенням косинуса, маємо
{\displaystyle {\frac {S}{L}}={\frac {1}{\cos \varphi }}=\sec \varphi .}
Діаграма сильно перебільшена, бо насправді S = 390 L, а φ дуже близький до 90°. Аристарх визначив, що φ на тридцяту частину квадранта (за сучасними термінами, на 3°) менше прямого кута: за сучасною термінологією, 87°. Тригонометричні функції тоді ще не були відомі, але, використовуючи геометричний аналіз у стилі Евкліда, Аристарх визначив, що
{\displaystyle 18<{\frac {S}{L}}<20.}
Іншими словами, відстань до Сонця була десь у 18-20 разів більшою, ніж відстань до Місяця. Це значення (або значення, близькі до нього) було прийнято астрономами протягом наступних двох тисяч років, поки винайдення телескопа не дозволило більш точно виміряти паралакс Сонця.
Аристарх також міркував, що, оскільки кутові розміри Сонця та Місяця однакові, але відстань до Сонця у 18–20 разів більша, ніж до Місяця, Сонце має бути у 18–20 разів більшим за Місяць.

## Місячне затемнення
Потім Аристарх використав іншу побудову, яка відповідала моменту місячного затемнення:
За подібністю трикутників, {\displaystyle {\frac {D}{L}}={\frac {t}{t-d}}\quad } і {\displaystyle \quad {\frac {D}{S}}={\frac {t}{s-t}}.}
Розділивши ці два рівняння та використовуючи спостереження, що Сонце та Місяць здаються людям на Землі однакового розміру, {\displaystyle s/S=\ell /L}. Звідси
{\displaystyle {\frac {\ell }{s}}={\frac {t-d}{s-t}}\ \ \implies \ \ {\frac {s-t}{s}}={\frac {t-d}{\ell }}\ \ \implies \ \ {\frac {t}{\ell }}+{\frac {t}{s}}=1+{\frac {d}{\ell }}.}
Праве рівняння можна розв'язати для {\displaystyle \ell /t} або {\displaystyle s/t}
{\displaystyle {\frac {\ell }{t}}={\frac {1+{\dfrac {\ell }{s}}}{1+{\dfrac {d}{\ell }}}},\qquad {\frac {s}{t}}={\frac {1+{\dfrac {s}{\ell }}}{1+{\dfrac {d}{\ell }}}}.}
Ці рівняння можна спростити, виразивши довжини {\displaystyle d} і {\displaystyle s} через радіус Місяця {\displaystyle \ell }, ввівши позначення {\displaystyle {\hat {d}}=d/\ell } і {\displaystyle {\hat {s}}=s/\ell .} Тоді
{\displaystyle {\frac {\ell }{t}}={\frac {1+{\hat {s}}}{{\hat {s}}(1+{\hat {d}})}},\qquad {\frac {s}{t}}={\frac {1+{\hat {s}}}{1+{\hat {d}}}}}
Наведені вище рівняння виражають радіуси Місяця й Сонця повністю в термінах спостережуваних величин.
Наступні формули визначають відстані до Сонця і Місяця через земний радіус:
{\displaystyle {\frac {L}{t}}=\left({\frac {\ell }{t}}\right)\left({\frac {180}{\pi \theta }}\right)}
{\displaystyle {\frac {S}{t}}={\biggl (}{\frac {s}{t}}{\biggr )}\left({\frac {180}{\pi \theta }}\right)}
де θ — видимий радіус Місяця і Сонця, виміряний у градусах.
Аристарх не використовуваний радів ці точні формули, але вони, ймовірно, є хорошим наближенням до розрахунків Аристарха.

## Результати
Наведені вище формули можна використовувати для реконструкції результатів Аристарха. Наступна таблиця показує результати давньої (але сумнівної) реконструкції з використанням значень n = 2, x = 19,1 (φ = 87°) і θ = 1°, а поряд наведені сучасні значення.
| Величина | Зміст                                  | Реконструкція | Сучасне значення |
| -------- | -------------------------------------- | ------------- | ---------------- |
| s/t      | Радіус Сонця в радіусах Землі          | 6,7           | 109              |
| t/ℓ      | Радіус Землі в радіусах Місяця         | 2,85          | 3,67             |
| L/t      | Відстань Земля-Місяць у радіусах Землі | 20            | 60,34            |
| S/t      | Відстань Земля-Сонце в радіусах Землі  | 380           | 23481            |

Похибка в цьому розрахунку виникає в основному через низькі значення x і θ. Погане значення θ особливо дивує, оскільки Архімед пише, що Аристарх був першим, хто визначив, що видимий діаметр Сонця і Місяця становить пів градуса. Це дає значення θ = 0,25 і відповідну відстань до Місяця у 80 радіусів Землі — набагато кращу оцінку. Неузгодженість роботи з Архімедом, ймовірно, пов'язана з тим, що в розрахунку була прийнята Пропозиція Аристарха про те, видимий кутовий діаметр Місяця й Сонця становить 1/15 «мероса» зодіаку, тобто 1/15 від знака зодіаку (30°), не знаючи, що грецьке слово «мерос» означало або «частка», або 7°1/2; і 1/15 від 7°1/2 становить саме 1°/2, узгоджуючись зі свідченням Архімеда.
Подібна процедура пізніше була використана Гіппархом, який оцінив середню відстань до Місяця в 67 радіусів Землі, і Птолемеєм, який оцінив це значення в 59 радіусів Землі.

## Ілюстрації
Декілька інтерактивних ілюстрацій пропозицій трактату «Про величини і відстані» можна знайти тут:
- Гіпотеза 4 стверджує, що коли ми бачимо Місяць у фазі півмісяця, його кутова відстань від Сонця менша за прямий кут на одну тридцяту прямого кута [тобто вона дорівнює 90° — 90°/3 = 87°] (Heath 1913:353).
- Пропозиція 1 стверджує, що дві рівні сфери охоплюються одним і тим же циліндром, а дві нерівні сфери — одним і тим же конусом, вершина якого спрямована в бік меншої сфери, а пряма, проведена через центри сфер, проходить під прямим кутом до кожного з кіл, у яких поверхня циліндра або конуса торкається сфер (Heath 1913:354).
- Пропозиція 2 стверджує, що якщо сферу освітити сферою, більшою за неї саму, то освітлена частина першої сфери буде більшою за півсферу (Heath 1913:358).
- Пропозиція 3 стверджує, що коло на Місяці, яке розділяє темну і світлу частини, є найменшим, коли конус, що охоплює як Сонце, так і Місяць, має вершину в нашому оці (Heath 1913:362).
- Пропозиція 4 стверджує, що коло, яке розділяє темну і світлу частини Місяця, помітно не відрізняється від великого кола Місяця (Heath 1913:365).
- Пропозиція 6 стверджує, що Місяць рухається [по орбіті], нижчій за [орбіту] Сонця, і, коли ми бачимо півмісяць, Місяць знаходиться на відстані від Сонця, меншій за прямий кут (Heath 1913:372).
- Пропозиція 7 стверджує, що відстань Сонця від Землі більша за 18, але менша за 20 відстаней Місяця до Землі (Heath 1913:377). Іншими словами, Сонце знаходиться в 18-20 разів далі, ніж Місяць, й у стільки ж разів більше за нього.
- Пропозиція 13 стверджує, що пряма лінія, яка утворює хорду частини, перетнутої тінню Землі на колі, по якому рухаються крайні точки діаметра кола, що розділяє темну й світлу частини на Місяці, є меншою за подвоєний діаметр Місяця, але має до нього відношення більше, ніж 88 до 45; і вона є меншою за 1/9 діаметра Сонця, але має до нього відношення більше, ніж 21 до 225. Крім того, вона має до прямої лінії, проведеної від центру Сонця під прямим кутом до осі, і яка перетинає сторони конуса, відношення більше, ніж 979 до 10125 (Heath 1913:394).
- Пропозиція 14 стверджує, що пряма лінія, яка з'єднує центр Землі з центром Місяця, має до прямої лінії, яка відсікається від осі в напрямку до центру Місяця прямою, що утворює хорту [дуги] в межах тіні Землі, відношення більше, ніж 675 до 1 (Heath 1913:400).
- Пропозиція 15 стверджує, що відношення діаметра Сонця до діаметра Землі більше за 19/3, але менше за 43/6 (Heath 1913:403). Це означає, що Сонце має діаметр (за середнім значенням) у 6+3⁄4 разів більший від Землі. Тоді Місяць і Сонце мають знаходитись на відстанях 20+1⁄4 і 387 радіусів Землі від нас, щоб мати кутовий розмір 2º.
- Пропозиція 17а в середньовічній арабській версії книги «Про величини і відстані» аль-Тусі стверджує, що відношення відстані вершини конуса тіні від центру Місяця (коли Місяць знаходиться на осі [тобто в середині затемнення] конуса, що містить Землю і Сонце) до відстані центру Місяця від центру Землі більше, ніж відношення 71 до 37 і менше, ніж відношення 3 до одного (Berggren & Sidoli 2007:218)[4]. Іншими словами, відношення відстані до вершини тіньового конуса Землі до відстані до Місяця лежить між 108/37 і 4.

## Відомі екземпляри
- Виставка Бібліотеки Конгресу Ватикану.